# Sociologia relazionale
La sociologia relazionale (o teoria relazionale della società) è stata inizialmente formulata dal sociologo italiano Pierpaolo Donati all'inizio degli anni ottanta del novecento nel volume “Introduzione alla sociologia relazionale” (Franco Angeli, Milano, 1983, seconda edizione 1986). Questa “Introduzione” è nata come una sorta di “Manifesto della sociologia relazionale”, anche se allora pochi se ne sono accorti.
Secondo questa prospettiva la società è fatta di relazioni (precisamente di relazioni sociali) che devono essere concepite non come una realtà accidentale, secondaria o derivata da altre entità (individui o sistemi), bensì come realtà sui generis. Tale relazione può essere colta attraverso tre modalità di essere: 1. la relazione in quanto riferimento simbolico-intenzionale (refero), 2. la relazione in quanto connessione o legame (religo), 3. la relazione in quanto effetto emergente (anziché come effetto aggregato). Quando la relazione ha un'esistenza reale, e non è un mero ente astratto di ragione, tali modalità sono necessariamente compresenti fra loro.
La presente teoria si sviluppa attorno ad un concetto schematico di strutturazione di ogni elemento facente parte della società complessa: lo schema AGIL di parsonsiana memoria (Adaptation, Goal attainmnent, Integration, Latency) che descrive il percorso di sviluppo, inserimento, perseguimento degli obiettivi e durata nel tempo di qualsiasi accadimento sociale. Il rischio di questa teoria è quello di sfociare nell'essere eccessivamente generalizzata, includendo come variabili di riferimento praticamente qualsiasi contingenza presente nel mondo sociale.
Successivamente, molti altri autori hanno contribuito allo sviluppo di una più articolata sociologia relazionale. Emirbayer (1997)” ha scritto un ‘Manifesto di sociologia relazionale", Crossley (2011) e Donati (2011) hanno fornito una visione più sistematica.
Alcuni studiosi assimilano la sociologia relazionale alla network analysis (Crossley 2011, Mische 2011), altri tracciano delle differenze fra questi due modi di intendere l'analisi della società (Donati 2011; Terenzi 2012; Tronca 2013). Esistono gruppi e reti di sociologia relazionale in vari Paesi, tra cui il Canada l'Australia e l'Italia.

## I fondamenti
Il presupposto della sociologia relazionale è un realismo analitico, critico e relazionale:
- analitico perché la realtà osservata è conosciuta attraverso categorie e selezioni astratte dalla realtà;
- critico perché nel processo conoscitivo tra osservato e osservatore si instaura una interazione fatta di coinvolgimento e di distacco;
- relazionale perché la conoscenza procede attraverso relazioni e definisce in termini relazionali ogni elemento che rientra nell'orizzonte di indagine.

La sociologia relazionale si fonda dunque su una metafisica relazionale e su una ontologia delle relazioni che vede nelle relazioni il costitutivo di ogni realtà sociale. La società, ovvero qualsiasi fenomeno o formazione sociale non è né un sistema più o meno preordinato o sovrastante i singoli fatti o fenomeni, né un mero prodotto di azioni individuali. Tutti i sociologi parlano di relazioni sociali (Karl Marx, Émile Durkheim, Max Weber, Georg Simmel, Talcott Parsons, Niklas Luhmann), ma quasi nessuno parte dal presupposto che “all'inizio c'è la relazione”.
La sociologia relazionale non è un “ponte” fra altre sociologie, in particolare fra quelle che assumono che - all'inizio - vi sia l'individuo (per esempio Max Weber) o il sistema (per esempio Niklas Luhmann) e non è nemmeno una “terza via”. La sociologia relazionale intende essere una prospettiva nuova e autonoma in quanto è un framework generalizzato, ovvero un programma di ricerca che si basa su un approccio originale, si serve di un paradigma, di metodologie e tecniche specifiche di indagine empirica, e formula teorie contestuali.
Nell'ambito della sociologia contemporanea, la teoria relazionale si pone come obiettivo soprattutto il superamento del funzionalismo (nelle sue varie versioni: strutturale, sistemico, comunicativo, ecc.). Il suo teorema fondamentale consiste nell'affermare che l'identità sociale di un qualsivoglia agente/attore A (individuale o collettivo) non consiste nella semplice e in-mediata relazione di un ente a sé stesso (A=A), né nella negazione di tutto ciò che è esterno ad A (A= negazione di tutto ciò che non è A), ma nella relazione fra A e l'altro da A (= relazione fra A e non-A). Pertanto l'identità sociale non è né una pura costruzione o proiezione degli individui, né una funzione delle strutture della società, ma è l'effetto emergente delle relazioni attivate dai soggetti sociali.

## Un percorso di lettura
Le basi teoriche poste nella “Introduzione” sono state ulteriormente approfondite, ampliate giustificate e verificate sul piano sociologico in una serie di opere successive.
- Innanzitutto, l'opera teorica maggiore: Teoria relazionale della società, FrancoAngeli, Milano, 1991[10], che presenta l'epistemologia, la metodologia e la pragmatica (o applicazione pratica) della sociologia relazionale;

- a questa opera ne è seguita un'altra di carattere teorico-didattico: Lezioni di sociologia, Cedam, Padova, 1998 che, nella introduzione e nel capitolo 1, esplicita meglio le semantiche della relazione; la nuova edizione di questo volume contiene un capitolo del tutto originale sull'analisi relazionale: cfr. P. Donati, L'analisi relazionale: regole, quadro metodologico, esempi, in P. Donati (a cura di), Sociologia. Una introduzione allo studio della società, Cedam, Padova, 2006 [11], cap. 6, pp. 195–251.

- Altre due opere sono importanti per la fondazione teorica della sociologia relazionale: P. Donati, P. Terenzi (a cura di), Invito alla sociologia relazionale. Teoria e applicazioni, FrancoAngeli, Milano, 2006 [12]; P. Donati, I. Colozzi (a cura di), Il paradigma relazionale nelle scienze sociali: le prospettive sociologiche, il Mulino, Bologna, 2006 [13].

Vi sono poi molte opere di carattere sia teorico sia applicativo su tematiche specifiche:
- la prima e più estesa tematica riguarda la famiglia: si vedano i volumi P. Donati, P. Di Nicola, Lineamenti di sociologia della famiglia. Un approccio relazionale all'indagine sociologica, Carocci, Roma, 2002 [14]; P. Donati, Manuale di sociologia della famiglia [15], Laterza, Roma-Bari, 1998 (traduzione spagnola: Manual de Sociología de la Familia, Ediciones Universidad de Navarra, Pamplona, 2003) che ha avuto una nuova edizione nel 2006; si vedano anche i Rapporti Cisf sulla famiglia in Italia (dal 1989 al 2007) [16]; per gli aspetti applicativi: Sociologia delle politiche familiari, Carocci, Roma, 2003 [17];

- un'altra tematica è quella della salute: si veda P. Donati (a cura di) Manuale di sociologia sanitaria, La Nuova Italia Scientifica, Roma, 1987 (traduzione spagnola: (a cargo de), Manual de sociologia de la salud, Ediciones Diaz de Santos, Madrid, 1994).

- sui giovani e le generazioni nella società dell'indifferenza etica: Giovani e generazioni. Quando si cresce in una società eticamente neutra, il Mulino, Bologna, 1997;

- sull'ordine sociale e politico dell'intera società: La cittadinanza societaria, Laterza, Roma- Bari, 2000 [18];

- sul welfare e le politiche sociali: Risposte alla crisi dello Stato sociale, Franco Angeli, Milano, 1985; Lo Stato sociale in Italia: bilanci e prospettive, Mondadori, Milano, 1999;

- sul privato sociale o terzo settore e la società civile: Sociologia del terzo settore, Carocci, Roma, 1996; sulla società civile: La società civile in Italia, Mondadori, Milano; 1997; Generare “il civile”: nuove esperienze nella società italiana, il Mulino, Bologna, 2001 [19]; Il privato sociale che emerge: realtà e dilemmi, il Mulino, Bologna, 2004 [20];

- sul lavoro: Il lavoro che emerge, Bollati Boringhieri, Torino, 2000 [21];

- per chi volesse chiarire a fondo i rapporti fra sociologia relazionale e pensiero sociale cristiano, è indispensabile conoscere il volume: Pensiero sociale cristiano e società post-moderna, Editrice Ave, Roma, 1997;

- sul capitale sociale: P. Donati, I. Colozzi (a cura di), Terzo settore e valorizzazione del capitale sociale in Italia: luoghi e attori, FrancoAngeli, Milano, 2006 [22]; P. Donati, I. Colozzi (a cura di), Capitale sociale delle famiglie e processi di socializzazione. Un confronto fra scuole statali e di privato sociale, FrancoAngeli, Milano, 2006 [23].

### Il concetto di relazione sociale
In via generale, per relazione sociale Donati intende la realtà immateriale (che sta nello spazio-tempo) dell'inter-umano, ossia ciò che sta fra i soggetti agenti, e che – come tale – «costituisce» il loro orientarsi e agire reciproco per distinzione da ciò che sta nei singoli attori – individuali o collettivi – considerati come poli o termini della relazione. Questa «realtà fra», fatta insieme di elementi «oggettivi» e «soggettivi», è la sfera in cui vengono definite sia la distanza sia l'integrazione degli individui che stanno in società: dipende da questa realtà (la relazione sociale in cui il soggetto si trova) se, in che forma, misura e qualità l'individuo può distaccarsi o coinvolgersi rispetto agli altri soggetti più o meno prossimi, alle istituzioni e in generale rispetto alle dinamiche della vita sociale.